# Concursul Muzical Eurovision Junior 2021
Concursul muzical Eurovision Junior 2021 a fost cea de-a 19-a ediție a concursului anual, organizat de către Uniunea Europeană de Radio și Televiziune, în colaborare cu France Télévisions. Acesta a avut loc pe 19 decembrie 2021 în Complex muzical "La Seine Musicale", Boulogne-Billancourt, în apropiere de Paris ca urmare a câștigării ediției anterioare de către Valentina cu piesa „J'imagine” (in română „Îmi imaginez”). Armenia a câștigat competiția pentru a doua oară, fiind reprezentată de Maléna cu piesa „Qami Qami”.

## Loc de desfășurare
La 10 decembrie 2020, s-a anunțat că competiția va avea loc în Franța. La 20 mai 2021, în cadrul unei conferințe de presă organizate de France Télévisions și Uniunea Europeană de Radio și Televiziune, s-a confirmat că competiția va avea loc la Complex muzical "La Seine Musicale" în Boulogne-Billancourt, în apropiere de Paris.

## Lista țărilor participante
Pe 2 septembrie 2021, UERT a confirmat că 19 țări vor participa în ediția din acest an.
| Nr. | Țară              | Artist                            | Cântec                                      | Traducere                     | Limbă                        | Loc | Puncte |
| --- | ----------------- | --------------------------------- | ------------------------------------------- | ----------------------------- | ---------------------------- | --- | ------ |
| 1   | Germania          | Pauline                           | „Imagine Us”                                | „Imaginează-ți-ne”            | germană, engleză             | 17  | 61     |
| 2   | Georgia           | Niko Kadjaia                      | „Let's Count The Smiles”                    | „Hai să numărăm zâmbetele”    | georgiană, engleză, franceză | 4   | 163    |
| 3   | Polonia           | Sara James                        | „Somebody”                                  | „Cineva”                      | poloneză, engleză            | 2   | 218    |
| 4   | Malta             | Ike & Kaya                        | „My Home”                                   | „Casa mea”                    | engleză                      | 12  | 96     |
| 5   | Italia            | Elisabetta Lizza                  | „Specchio (Mirror On The Wall)”             | „Oglinda (Oglinda pe perete)” | italiană, engleză            | 10  | 107    |
| 6   | Bulgaria          | Denislava & Martin                | „Voice of Love”                             | „Vocea iubirii”               | bulgară, engleză             | 16  | 77     |
| 7   | Rusia             | Tania Mejențeva                   | „Mon Ami”                                   | „Amicul meu”                  | rusă, engleză, franceză      | 7   | 124    |
| 8   | Irlanda           | Maiú Levi Lawlor                  | „Saor (Disappear)”                          | „Să dispară”                  | irlandeză, engleză           | 18  | 44     |
| 9   | Armenia           | Maléna                            | „Qami Qami” (Քամի Քամի)                     | „Vânt-Vânt”                   | armeană, engleză             | 1   | 224    |
| 10  | Kazahstan         | Alinur Hamzin & Beknur Janibekulă | „Ertegı älemı (Fairy World)” (Ертегі әлемі) | „Lumea basmelor”              | kazahă, franceză             | 8   | 121    |
| 11  | Albania           | Anna Gjebrea                      | „Stand By You”                              | „De partea ta”                | albaneză, engleză            | 14  | 84     |
| 12  | Ucraina           | Olena Usenko                      | „Vajil” (Важіль)                            | „Pârghie”                     | ucraineană                   | 6   | 125    |
| 13  | Franța            | Enzo                              | „Tic Tac”                                   | –                             | franceză                     | 3   | 187    |
| 14  | Azerbaidjan       | Sona Əzizova                      | „One of Those Days”                         | „Una din acele zile”          | azeră, engleză               | 5   | 151    |
| 15  | Țările de Jos     | Ayana                             | „Mata Sugu Aō Ne” (またすぐ会おうね)        | „Când te voi vedea din nou”   | olandeză, engleză, japoneză  | 19  | 43     |
| 16  | Spania            | Levi Díaz                         | „Reír”                                      | „Râde”                        | spaniolă                     | 15  | 77     |
| 17  | Serbia            | Jovana & Dunja                    | „Oči Deteta (Children's Eyes)” (Очи детета) | „Ochii copiilor”              | sârbă                        | 13  | 86     |
| 18  | Macedonia de Nord | Dajte Muzika                      | „Green Forces”                              | „Forțe verzi”                 | macedoneană, engleză         | 9   | 144    |
| 19  | Portugalia        | Simão Oliveira                    | „O Rapaz”                                   | „Băiatul”                     | portugheză                   | 11  | 101    |